# Hetu

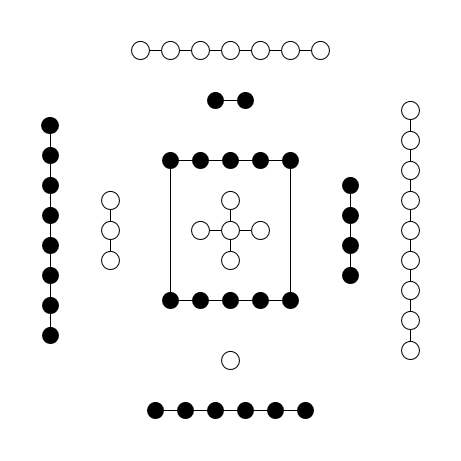
El diagrama de Hetu

El mapa, esquema o diagrama del río Amarillo, también conocido por su nombre en chino como Hetu, es un diagrama antiguo chino que aparece en los mitos sobre la invención de la escritura por Cangjie y otros héroes culturales. Suele ir acompañado del cuadrado de Luoshu, llamado así en referencia al afluente Luo del río Amarillo, y se utiliza con el Luoshu en diversos contextos relacionados con la geomancia china, la numerología, la filosofía y las primeras ciencias naturales. 